# 清水高志
清水 高志(しみず たかし、1967年3月6日 - ）は、日本の哲学者。愛知県出身。東洋大学総合情報学部総合情報学科教授。ミシェル・セールの研究を主とする。ポスト構造主義以降の哲学を独自に模索し、近年ではマルチスピーシーズ人類学にも接近し、また仏教思想にも深い関心を寄せる。

## 略歴
愛知県小牧市生まれ。滝中学校から滝高等学校に進学後、当時の愛知県の管理教育に反発して半年で中退。愛知大学文学部フランス文学科を卒業後、名古屋大学大学院情報科学研究科社会システム情報学専攻博士後期課程修了。専攻は現代思想、情報創造論。博士(学術)。2005年『セール、創造のモナド――ライプニッツから西田まで』で学術博士。丸山静に師事し、のちにライプニッツ研究の米山優に師事する。
日本文藝家協会会員（同協会理事：三田誠広、岳真也の推薦による）
曽祖父は大阪船場の文人の上田竹翁。

## 職歴
- 愛知大学、中京女子大学、静岡大学非常勤講師
- 東洋大学総合情報学部総合情報学科教授、2021年より、大学院総合情報学研究科専攻長、井上円了哲学センター理事。

## 著作

### 単著
- 『セール、創造のモナド』冬弓舎、2004年
- 『来るべき思想史――情報・モナド・人文知』冬弓舎、2009年
- 『ミシェル・セール――普遍学からアクターネットワークまで』白水社、2013年、新装版2019年
- 『実在への殺到』水声社、2017年
- 『空海論／仏教論』以文社、2023年

### 共著
- 『今日のアニミズム』以文社、2023年、清水高志、奥野克巳

- 『モア・ザン・ヒューマン：マルチスピーシーズ人類学と環境人文学』以文社、2021年、奥野克巳、近藤祉秋、ナターシャ・ファイン編

- 『哲学のメタモルフォーゼ』晃洋書房、2018年、 河本英夫、廣瀬浩司他
- 『脱近代宣言』水声社、2018年、 落合陽一、清水高志、上妻世海

### 翻訳
- ミシェル・セール『作家、学者、哲学者は世界を旅する』水声社、2016年
- ライプニッツ著作集 第Ⅱ期 1 『哲学書簡―知の綺羅星たちとの交歓』「マルブランシュとの往復書簡」工作舎（共訳）2015 ISBN 978-4-87502-463-7

### 論文
- CiNii>清水高志